# Mizoram
Mizoram  je indijska savezna država na sjeveroistoku zemlje. Mizoram je okružen državama Tripura, Assam, Manipur, Bangladešom i Mjanma. Država ima 888.573 stanovnika i prostire se na 21.081 km2. Glavni grad države je Aizawl.
Ime države Mizoram znači “zemlja (naroda) Mizo” (od Mizo, etnička grupa u Mizoramu, i ram = zemlja), naroda naseljenog u Mizoramu i susjednim dijelovima Burme i Bangladeša.